# الاتحاد الديمقراطي المسيحي
الاتحاد الديمقراطي المسيحي (بالألمانية: Christlich Demokratische Union Deutschlands) هو حزب سياسي ألماني، يشغل فريدريش ميرتس منصب الرئيس الاتحادي لحزب الاتحاد الديمقراطي المسيحي منذ 31 يناير 2022، إضافة إلى كونه مستشار ألمانيا الحالي بعد فوز حزبه بالمركز الأول عقب الانتخابات الفدرالية التي جرت في 23 فبراير من عام 2025.
يُعدّ حزب الاتحاد الديمقراطي المسيحي أكبر حزب في البوندستاغ (الهيئة التشريعية الفيدرالية الألمانية) بحصوله على 208 مقاعد من أصل 630 مقعدًا، خيث حصدت ما نسبته 28.5% من الأصوات في الانتخابات الفيدرالية لعام 2025. ويشكل الحزب ائتلاف الاتحاد الديمقراطي المسيحي/الاتحاد الاجتماعي المسيحي (CDU/CSU) في البوندستاغ، ويتولى فريدريش ميرتس أيضًا رئاسة الائتلاف البرلماني.

## تاريخ الحزب

### فترة التأسيس
- عقب انتهاء الحرب العالمية الثانية و مجيء الاحتلال الأجنبي لألمانيا، بدأت الأصوات الشعبية  تتعالى لتأسيس حزب ديمقراطي مسيحي، أسفر عن ذلك حدوث العديد من التجمعات بهدف تأسيس الحزب تميزت التجمعات بكونها عفوية وغير منسقّة بدايةً ولكنها دخلت إلى كل مدينة وبلدة في ألمانيا. لاحقاً وبعد تلاقي الأصوات تمَّ تأسيس حزب الاتحاد الديمقراطي المسيحي وذلك في مدينة برلين في 26 يونيو/حزيران 1945، وفي مدينة راينلاند ووستفاليا في سبتمبر من العام نفسه.
- تمخّض عن تلك الاجتماعات تبلور الخطوط العريضة في الحزب، حيث تميّز بالتسامح بين الطوائف المسيحية، حيث ضمَّ كل من الكاثوليك والبروتستانت على حد سواء، وأيضاً تأثر بشدة بالتقاليد السياسية الليبرالية المحافظة. حقق حزب الاتحاد الديمقراطي المسيحي نجاحًا باهراً تجسَّد في حصوله على دعم جماهيري على نطاق واسع وذلك منذ الكشف عن نفسه رسمياً في برلين  26 يونيو عام 1945 وحتى انعقاد المؤتمر التأسيسي والمصادقة على الدستور الحزبي وذلك في يوم 21 أكتوبر 1950، والذي تم فيه تسمية كونراد أديناور أول رئيس للحزب، وسيصبح أديناور لاحقاً المستشار الرسمي لألمانيا الغربية.[7]
- تألفَّ الأعضاء المؤسسون للاتحاد الديمقراطي المسيحي (CDU) بشكل رئيسي من أعضاء سابقين في كل من (حزب الوسط _ الحزب الديمقراطي الألماني _ حزب الشعب الوطني الألماني  _حزب الشعب الألماني).

- أثناء فترة الحرب الباردة وتحديداً في الفترة التي امتدَّت من نهاية الحرب العالمية الثانية وحتى ستينيات القرن العشرين، عمل الاتحاد الديمقراطي المسيحي على استقطاب شخصيات تتسم بكونها محافظة إما مناهضة للشيوعية أو نازية سابقة أو حتى المتعاونين مع النازية أمثال:  هانز غلوبكي وثيودور أوبرلاندر وكذلك رئيس الاتحاد الديمقراطي المسيحي  ومستشار ألمانيا الغربية لاحقاً كونراد أديناور). وأيضاً كان أحد ألمع الأسماء حينها يوجين جيرستنماير عالم اللاهوت الذي تولى منصب القائم بأعمال رئيس مجلس إدارة الشؤون الخارجية (1949-1969).[8]

قام الحزب الديموقراطي المسيحي بتعيين كونراد أديناور أولَ مستشار ألماني للجمهورية الاتحادية، ويعد الحزب بمثابة تجمع شعبي، وأدى منذ تأسيسه سنة 1945 إلى طبع المنهج السياسي في ألمانيا ويشكل هذا الحزب تقليدياً كتلة مشتركة داخل البرلمان الاتحادي مع شقيقه الاتحاد الاجتماعي المسيحي (CSU) ذي النفوذ الواسع بولاية بافاريا.

## قيادات الحزب عبر التاريخ

### قادة الحزب
| الاسم | الاسم                  | الفنرة                                                            |                |
| ----- | ---------------------- | ----------------------------------------------------------------- | -------------- |
| 1     | كونراد أديناور         | 1 مارس 1946 (المنطقة البريطانية) 21 أكتوبر 1950 (ألمانيا الغربية) | 23 مارس 1966   |
| 2     | لودفيغ إيرهارت         | 23 مارس 1966                                                      | 23 مايو 1967   |
| 3     | كورت غيورغ كيزينغر     | 23 مايو 1967                                                      | 5 أكتوبر 1971  |
| 4     | راينر بارزيل           | 5 أكتوبر 1971                                                     | 12 يونيو 1973  |
| 5     | هلموت كول              | 12 يونيو 1973                                                     | 7 نوفمبر 1998  |
| 6     | فولفغانغ شويبله        | 7 نوفمبر 1998                                                     | 16 فبراير 2000 |
| 7     | أنغيلا ميركل           | 10 أبريل 2000                                                     | 7 ديسمبر 2018  |
| 8     | أنغريت كرامب كارينباور | 7 ديسمبر 2018                                                     | 22 يناير 2021  |
| 9     | أرمين لاشيت            | 22 يناير 2021                                                     | 31 يناير 2022  |
| 10    | فريدرش ميرتس           | 31 يناير 2022                                                     |                |

### الأمناء العامين
- 7 نوفمبر 1998 - 10 أفريل 2000 : أنغيلا ميركل (Angela Merkel)
- نوفمبر 2000 - 22 ديسمبر 2004 : لورنتس ماير (Laurenz Meyer)
- 24 جانفي 2005 - 1 ديسمبر 2005 : فولكر كاودر (Volker Kauder)
- 20 فيفري 2006 - 24 أكتوبر 2009 : رونالد بوفالا (Ronald Pofalla)
- 28 أكتوبر 2009 - : هارمان جروهه (Hermann Gröhe)

## طالع أيضًا
- ائتلاف الإشارة الضوئية